# Nattpermission
Nattpermission är en amerikansk långfilm från 1955 i regi av John Ford och Mervyn LeRoy. John Ford skulle egentligen regisserat filmen själv, men efter ett bråk med Henry Fonda ersattes han av LeRoy. I filmen gjorde William Powell sin sista roll framför kameran.

## Handling
Andra världskriget pågår. Ombord på ett inte särskilt viktigt fraktfartyg befinner sig Douglas Roberts som inget hellre vill än att förflyttas till fronten. Hans kapten godkänner dock aldrig hans begäran om förflyttning.

## Rollista
- Henry Fonda - Douglas A. 'Doug' Roberts
- James Cagney - kapten Morton
- William Powell - 'Doc'
- Jack Lemmon - Frank Thurlowe Pulver
- Betsy Palmer - löjtnant Ann Girard
- Ward Bond - Dowdy
- Philip Carey - Mannion
- Nick Adams - Reber
- Perry Lopez - Rodriguez
- Ken Curtis - Dolan
- Harry Carey Jr. - Stefanowski
- Patrick Wayne - Bookser